# Billy Sheehan
William Sheehan (Buffalo, 19 marzo 1953) è un bassista statunitense, noto per le sue collaborazioni con David Lee Roth, Mr. Big e The Winery Dogs.
Molto noto per le doti tecniche e la competenza nel suonare il basso, tanto da guadagnarsi il soprannome di «Eddie van Halen del basso», Sheehan ha collaborato con David Lee Roth, Steve Vai, Joe Satriani, Terry Bozzio e Dennis Chambers oltre a essere il cofondatore del complesso musicale Mr. Big assieme a Paul Gilbert. È stato più volte indicato come il miglior bassista rock al mondo dalla rivista Guitar Player.

## Biografia
Sheehan ha debuttato negli anni settanta come bassista dei Talas, complesso musicale di Buffalo. Nel 1983 viene reclutato dal gruppo britannico UFO come sostituto del bassista Pete Way, che aveva deciso di formare un'altra band con il chitarrista Eddie "Fast" Clarke, a sua volta reduce dall'esperienza con i Motörhead. Con gli UFO però non inciderà nessun brano a causa del prematuro scioglimento della formazione.
Nel 1985 è entrato a far parte della band solista del cantante David Lee Roth, con cui ha registrato gli album Eat 'Em and Smile (1986) e Skyscraper (1988). Nel primo è incluso una nuova versione di Shyboy, un brano che Sheehan aveva composto durante la sua permanenza nei Talas, e che negli anni sarà suonato diverse volte nei concerti dei Mr. Big e degli altri progetti in cui il bassista verrà coinvolto.
Nel 1988 Sheehan ha dato vita ai Mr. Big insieme al chitarrista Paul Gilbert. Dopo aver pubblicato l'omonimo album di debutto (1989) il gruppo ha ottenuto fama mondiale con il secondo lavoro Lean into It (1991) che conteneva al suo interno il singolo di successo To Be with You.

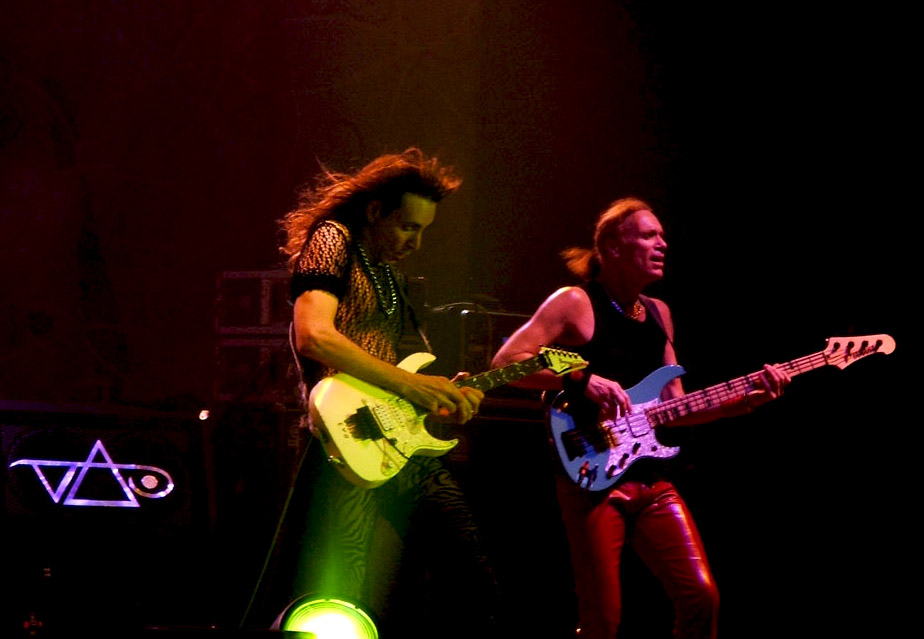
Billy Sheehan (a destra) in concerto con Steve Vai a Milano nel 2005

Parallelamente alla sua attività con il gruppo, Sheehan è stato coinvolto in diversi altri progetti musicali. A partire dal 1996 è impegnato in un progetto fusion con un trio musicale: i Niacin insieme al tastierista jazz John Novello e al batterista Dennis Chambers. Nel 2007 si è unito a Tony MacAlpine (con il quale aveva già collaborato nella Steve Vai Band) e a Virgil Donati per dar vita al progetto Devil's Slingshot, pubblicando l'album Clinophobia, il quale verrà seguito da un tour europeo tra i mesi di ottobre e novembre.
Nel 2001 esce il suo primo album solista, Compression, seguito quattro anni dopo da Cosmic Troubadour. Nel 2006 viene pubblicata Prime Cuts, una raccolta che racchiude materiale inedito più brani incisi con Niacin e Explorers Club. Nel 2008 Sheehan registra il terzo album Holy Cow! con il produttore italiano Simone Sello.
Nel 2013 esce l'album di debutto dei The Winery Dogs, supergruppo composto dallo stesso Sheehan, Mike Portnoy alla batteria e Richie Kotzen in veste di chitarrista e cantante. Nel 2017 segue Portnoy in un altro supergruppo chiamato Sons of Apollo, con il tastierista Derek Sherinian, il chitarrista Bumblefoot e il cantante Jeff Scott Soto.
Sheehan fa parte della chiesa di Scientology dal 1971.

## Equipaggiamento

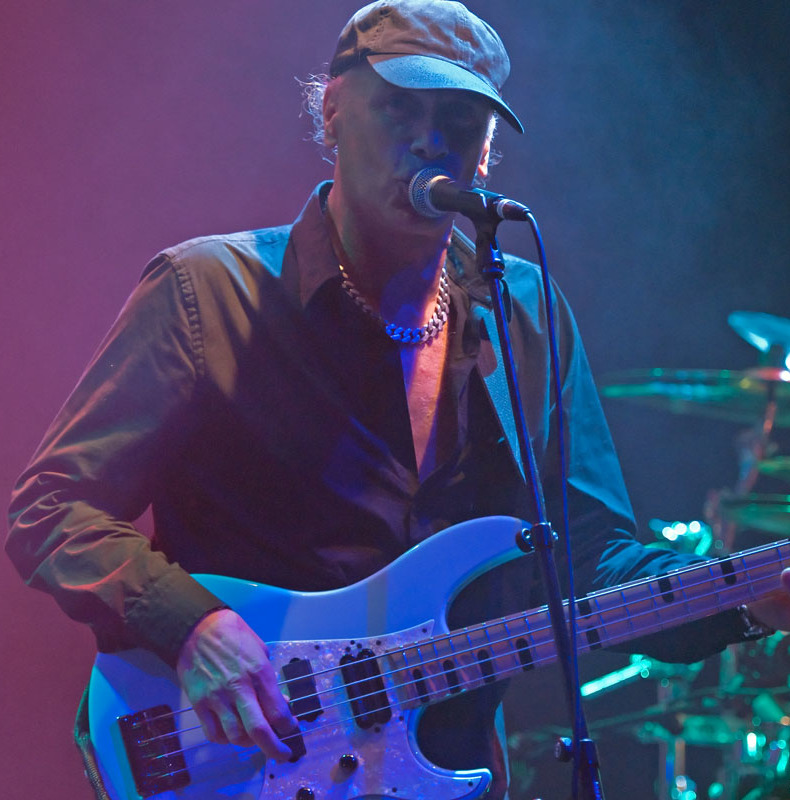
Sheehan in concerto nel 2012

Sheehan utilizza un basso Yamaha a quattro corde, il suo modello signature Attitude Ltd. II. Raramente ne utilizza uno a sei: ad esempio nel brano Just Take My Heart dei Mr. Big, visibile anche nel videoclip della canzone, e nel disco Age of Impact del progetto Explorers Club.
Particolarità del suo basso sono il "D-Tuner" (un meccanismo che permette di alterare velocemente l'accordatura di una corda, nel suo caso da Mi a Re basso) e una uscita jack per ogni pick-up. Inoltre gli ultimi tasti del manico sono scavati (scalloped) caratteristica che facilita l'esecuzione dei bending.
Un suo marchio di fabbrica è il suono ai limiti della distorsione, dovuto al preamplificatore valvolare da lui usato; utilizza spesso due preamp Ampeg SVP/BSP signature, uno per ogni pick-up del basso, regolati diversamente.

## Discografia

### Da solista
Album in studio
- 2001 – Compression
- 2005 – Cosmic Troubadour
- 2008 – Holy Cow!

Raccolte
- 2006 – Prime Cuts

### Con i Talas
- 1979 – Talas
- 1982 – Sink Your Teeth Into That
- 1983 – High Speed On Ice
- 1990 – Talas Years
- 1998 – If We Only Knew Then What We Know Now
- 1998 – Live In Buffalo

### Con David Lee Roth
- 1986 – Eat 'Em and Smile
- 1988 – Skyscraper
- 1997 – The Best of David Lee Roth

### Con i Mr. Big
- 1989 – Mr. Big
- 1990 – Raw Like Sushi
- 1991 – Lean into It
- 1992 – Raw Like Sushi II
- 1992 – Mr. Big Live
- 1993 – Bump Ahead
- 1994 – Japandemonium: Raw Like Sushi 3
- 1996 – Hey Man
- 1996 – Channel V at the Hard Rock Live
- 1996 – Big Bigger Biggest: Greatest Hits
- 1997 – Live at Budokan
- 2000 – Get Over It
- 2000 – Deep Cuts: The Best of the Ballads
- 2001 – Actual Size
- 2002 – In Japan
- 2009 – Next Time Around - Best of Mr. Big
- 2009 – Back to Budokan
- 2011 – What If...
- 2012 – Live from the Living Room
- 2014 – ...The Stories We Could Tell
- 2017 – Defying Gravity
- 2018 – Live from Milan

### Con i Niacin
- 1996 – Niacin
- 1997 – Live
- 1998 – High Bias
- 2000 – Live! Blood, Sweat & Beers
- 2000 – Deep
- 2001 – Time Crunch
- 2005 – Organik
- 2013 – Krush

### Con Steve Vai
- 2005 - Real illusion: reflections (album)

### Con i The Winery Dogs
- 2013 – The Winery Dogs
- 2014 – Unleashed in Japan 2013: The Second Show
- 2015 – Hot Streak
- 2017 – Dog Years: Live in Santiago & Beyond 2013-2016

### Con i Sons of Apollo
- 2017 – Psychotic Symphony
- 2020 – MMXX

### Collaborazioni
- 1985 – Tony MacAlpine – Edge of Insanity
- 1986 – Kuni – Masque
- 1988 – Greg Howe – Greg Howe
- 1992 – Cozy Powell – The Drums Are Back
- 1997 – Glenn Tipton – Baptizm of Fire
- 1998 – Explorers Club – Age of Impact
- 1998 – Richie Kotzen – What Is...
- 2001 – George Lynch – Will Play for Food
- 2001 – Sebastian Bach – Bach 2: Basics
- 2002 – Planet X – Moonbabies
- 2002 – Terry Bozzio – Nine Short Films
- 2003 – Derek Sherinian – Black Utopia
- 2003 – Richie Kotzen – Change
- 2003 – Glenn Hughes – Songs in the Key of Rock
- 2005 – Joe Satriani, Steve Vai, John Petrucci – G3: Live in Tokyo
- 2006 – Richie Kotzen – Ai Senshi Z×R
- 2007 – Devil's Slingshot – Clinophobia
- 2013 – PSMS – Live in Tokyo

### Tribute album
- 1996 – Working Man: A Tribute to Rush
- 1998 – Thunderbolt: A Tribute to AC/DC
- 1999 – Humanary Stew: A Tribute to Alice Cooper
- 2005 – Numbers from the Beast: An All Star Salute to Iron Maiden
- 2006 – '80s Metal - Tribute to Van Halen
- 2006 – Welcome to the Nightmare: An All Star Salute to Alice Cooper
- 2008 – We Wish You a Metal Xmas and a Headbanging New Year